# Campanularia hesperia
Campanularia hesperia är en nässeldjursart som beskrevs av Torrey 1905. Campanularia hesperia ingår i släktet Campanularia och familjen Campanulariidae. Inga underarter finns listade i Catalogue of Life.